# Anchonastus
Genre
Anchonastus est un genre d'araignées aranéomorphes de la famille des Sparassidae.

## Distribution
Les espèces de ce genre se rencontrent en Afrique centrale et en Afrique de l'Ouest.

## Liste des espèces
Selon World Spider Catalog (version 19.0, 23/05/2018) :
- Anchonastus caudatus Simon, 1898
- Anchonastus gertschi Lessert, 1946
- Anchonastus pilipodus (Strand, 1913)
- Anchonastus plumosus (Pocock, 1900)

## Publication originale
- Simon, 1898 : Histoire naturelle des araignées. Paris, vol. 2, p. 193-380 (texte intégral).